# Avro York
Avro York là một loại máy bay vận tải của Anh, được phát triển từ loại máy bay ném bom hạng nặng Lancaster trong Chiến tranh thế giới II. Nó được dùng trong cà quân sự lẫn dân sự giai đoạn 1943-1964.

## Tính năng kỹ chiến thuật (Avro York)

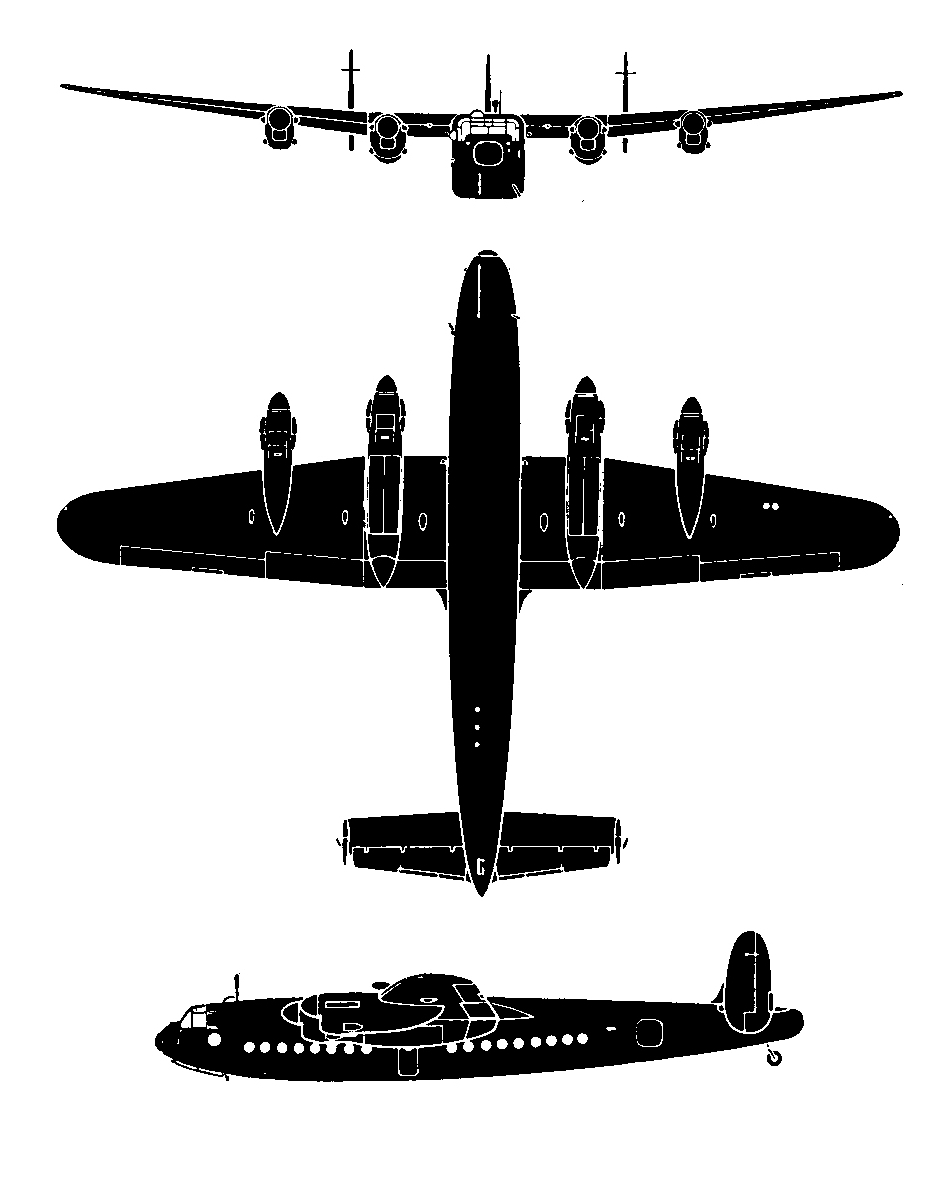
Avro York

## Biến thể
Mẫu thử Avro 685
York I
York C.I
York C.II

## Quốc gia sử dụng

### Quân sự
Úc
- Không quân Hoàng gia Australia

 Pháp
- Không quân Pháp
- Aeronavale

 South Africa
- Không quân Nam Phi

 Anh Quốc
- Không quân Hoàng gia